# Pareleilanden
De Pareleilanden (Spaans: Archipiélago de las Perlas) zijn een eilandengroep van 90 benoemde eilanden en 120 onbenoemde kleine eilandjes die behoren tot Panama. De eilanden liggen aan de Stille Oceaanzijde van Panama in de Golf van Panama.

## Oorsprong
Slechts enkele van de eilanden zijn bewoond. Op sommige eilanden wonen slechts enkele vissersfamilies die aan de kust een huisje hebben gebouwd en daar behalve vis soms ook nog parels verkopen, bijvoorbeeld op Isla Casayeta. De oorsprong van de eilandengroep is vulkanisch en ze zijn begroeid met tropisch regenwoud.

## Geschiedenis
De eerste ontdekkingsreiziger uit Europa die de Pareleilanden bezocht was Vasco Núñez de Balboa in 1513. Inheemse bewoners die hij ontmoette waren vechtlustig, maar ook bereid hem parels te verkopen die daar opgedoken werden. Twee jaar later besloten de Spaanse notabelen Gaspar de Morales en Francisco Pizarro van de nabijgelegen stad Santa María del Darién op het Panamese vasteland om een expeditie uit te rusten om de Pareleilanden te veroveren. Dit leidde ertoe dat de inheemse bevolking op de eilandengroep op 10 augustus 1515 geheel werd uitgeroeid. De eilanden waren enkele jaren onbewoond. In 1517 werden vanaf het vasteland slaven naar de eilanden gebracht waarvan er vele spoedig erin slaagden te ontsnappen. Door de verovering door de Spanjaarden van Peru werden de eilanden piratennesten, omdat de schatten die uit Peru kwamen via Panama naar Spanje vervoerd moesten worden. Piraten uit Engeland, Nederland, Frankrijk en Portugal als Francis Drake, Henry Morgan en Balboa vielen vanuit hun schuilplaatsen en uitvalsbases op de Pareleilanden de Spaanse flottieljes aan en verstopten zich daarna op de eilanden. Op het eiland Isla Contadora werd dan de roofbuit verdeeld en verkocht. Hoewel parelvisserij vroeger een belangrijke inkomstenbron was, is die tegenwoordig triviaal. De beroemdste parel was een 400 jaar oud exemplaar van 31 karaat dat nu het eigendom is van Elizabeth Taylor en vroeger het bezit was van een Spaanse koningin, een Franse heerser en een Engelse koningin.

## Samenstelling
Tot de eilandengroep behoren onder meer:
- Isla Bayoneta, onbewoond
- Isla de Boyarena
- Isla Canas
- Isla Casaya
- Isla Casayeta
- Isla Chapera
- Isla Contadora, zie hieronder
- Isla Espírito Santo
- Isla Galera
- Isla Gibraleón, onbewoond
- Isla José
- Isla la Mina
- Isla Mogo Mogo
- Isla Monte
- Isla Pacheca, waar een vogelreservaat is
- Isla Pedro Gonzáles
- Isla del Rey (Panama), zie hieronder
- Isla Saboga
- Isla San Blas
- Isla San José
- Isla San Telmo, onbewoond
- Isla Taborcillo privé-eiland, eens eigendom van John Wayne
- Isla Viveros
- Isla la Vivienda

### Isla Contadora
Het bekendste en op vijf na grootste eiland van de groep is Isla Contadora, dat bekendstaat om zijn vakantieresorts. Van Contadora wordt aangenomen dat het gebruikt werd door de Spaanse Conquistadores als tussenstop om proviand aan boord te nemen voordat ze naar Spanje terugkeerden. Dit zou een verklaring van de naam zijn, want Contador betekent toonbank of boekhouder in het Spaans. Isla Contadora is een eiland waar veel rijke Panamezen een luxueus vakantiehuis bezitten. Er is een groot luxehotel en er zijn vakantiehuisjes. De meeste werknemers in de toeristenindustrie wonen zelf op het nabijgelegen Isla Saboga. Het eiland werd wereldwijd bekend toen in 1979 de Shah van Perzië er korte tijd in ballingschap verbleef na zijn vlucht uit Iran. Een kleine lijndienstverbinding per vliegtuig, Aero Perlas, vliegt regelmatig tussen Panama-Stad en Contadora.

### Isla del Rey
Het grootste eiland van de groep is Isla del Rey (Eiland van de Koning). De naam is waarschijnlijk meer een religieuze referentie dan dat deze verwijst naar een bepaalde koning. Het eiland heeft een aantal kleine steden, de bekendste is San Miguel. Het eiland is groter van oppervlakte dan alle andere eilanden van de groep samen en is na Coiba het tweede eiland qua grootte van heel Panama.

## Trivia
- De Pareleilanden werden als locatie gebruikt voor drie seizoenen van de Amerikaanse survivaltelevisieserie Survivor en een jaar later streken de Europese teams van het zusterprogramma Expeditie Robinson er op neer voor hun serie van 2006. Ook Adam Zkt. Eva is hier opgenomen.